# リュシル・デュプレシ
アンヌ・リュシル・フィリップ・ラリドン=デュプレシ (Anne Lucile Philippe Laridon-Duplessis, 1770年- 1794年4月13日) は、フランス革命期のジャーナリスト、カミーユ・デムーランの妻である。

## 生涯
1770年、財務官僚の父クロード・デュプレシと母アンヌ・フランソワーズ・マリー（通称アネット）・ボワドヴェとの間に生まれる。
リュシルは売れない弁護士のカミーユ・デムーランと恋仲になる。デムーランは芸術界での成功を狙い、芸術擁護の有力者とみなされた母アネットに接近していた。カミーユは1787年にリュシルに求婚するが、経済的理由から彼女の父に断られている。
しかし革命が始まると、デムーランは1789年7月12日のパレ・ロワイヤルにおける民衆蜂起の扇動およびパンフレットや新聞の発行によって名を成した。リュシルの父は交際を認め、カミーユとリュシルは1790年12月29日にサン＝シュルピス教会で結婚式を挙げた。結婚式にはロベスピエールやブリッソーなども招かれた。1792年7月6日には息子オラースが誕生した。オラースはダントンの子供フランソワ＝ジョルジュと同じ乳母のもとで育てられた。
リュシルは1788年から1793年にかけて断続的に日記をつけていた。結婚後の日記にはフレロンやブリュヌ夫妻、ダントンとその妻ガブリエル、革命期に女性として初めて新聞を発行した、ジャーナリストで作家のルイーズ・ケラリオらとの交友関係が記されている。リュシルも夫と同様に革命を支持し、8月10日事件の際には日記に「我々は自由になりたい」と記している。
しかし、1793年秋からカミーユはダントンと共に恐怖政治を終焉させようと寛容を主張するキャンペーンを展開し、かつては家族ぐるみの付き合いであったロベスピエールとも反目するようになった。ブリュヌは公安委員会の不興を買っているので身の安全を考え自制するようデムーランに警告したが、彼は頑なに拒絶した。リュシルもブリュヌに「カミーユは国を救わなければならないのだから、彼にやらせておきなさい」と言い、夫の活動を強く支持した。
しかし結局デムーランはダントンらとともに1794年3月30日深夜に逮捕され、4月5日には処刑されてしまう。夫妻の友人であったアーサー・ディロンとともにデムーランら囚人を脱獄させるための陰謀を企てていたとして、リュシル自身も4月4日に逮捕された。牢獄では、デムーランと敵対したジャコバン左派の指導者エベールの妻フランソワーズ・エベールと一緒になり、配偶者を亡くした二人は互いを慰めあった。リュシルは1794年4月13日にギロチンにかけられた。一緒に処刑台へ送られたフランソワーズ共々、リュシルは平静を保っていたという。